# René Binder
René Binder (Innsbruck, 1º gennaio 1992) è un pilota automobilistico austriaco.
È nipote dell'ex pilota di Formula 1 Hans Binder.

## Carriera

### Kart
Binder iniziò la carriera nelle corse nei kart nel 2002, rimanendo in quel mondo fino al 2008. In tutto questo tempo, finì 3º nello Junior Kart Championship tedesco nel 2007 e fu secondo nel Challenger Kart Championship tedesco nel 2008.

### ADAC Formula Masters
Nel 2009 iniziò la sua carriera in monoposto correndo nella ADAC Formula Masters per la Abt Sportsline. Mentre il suo compagno Daniel Abt vinse il campionato, lui concluse la stagione al 7º posto con tre arrivi a podio.

### Formula 3
Nel 2010 si spostò nella Formula 3 tedesca, dove corse con una Motorpark Academy e concluse 12º, ottenendo come miglior risultato una terza posizione; nel 2011 cambiò team, passando alla Jo Zeller Racing, con il quale migliorò il risultato dell'anno precedente, salendo all'8º posto nonostante avesse saltato un week-end di gara; nella stagione 2012 guidò per la Van Amersfoort Racing. Nel 2011 partecipò anche alla gara di Formula 2 tenutasi al Red Bull Ring.

### GP2 Series
Binder fece il suo debutto in GP2 Series al decimo round del 2012, a Spa, in sostituzione di Giancarlo Serenelli al Venezuela GP Lazarus, dove fu affiancato da Sergio Canamasas. Non segnò alcun punto. Venne confermato dal team anche per la stagione successiva, nel corso della quale ottenne 11 punti, piazzandosi 23º nella classifica finale.

## Risultati

### Sommario
| Anno    | Serie                                 | Team                      | Gare | Vittorie | Pole | Gpv | Podi | Punti | Pos. |
| ------- | ------------------------------------- | ------------------------- | ---- | -------- | ---- | --- | ---- | ----- | ---- |
| 2009    | ADAC Formel Masters                   | Team Abt Sportsline       | 16   | 0        | 0    | 1   | 3    | 90    | 7º   |
| 2010    | ATS Formel 3 Cup                      | Motopark Academy          | 18   | 0        | 0    | 0   | 1    | 12    | 12º  |
| 2011    | ATS Formel 3 Cup                      | Jo Zeller Racing          | 16   | 0        | 0    | 0   | 1    | 26    | 8º   |
| 2011    | Formula 2                             | MotorSport Vision         | 2    | 0        | 0    | 0   | 0    | 0     | 28º  |
| 2012    | ATS Formel 3 Cup                      | Van Amersfoort Racing     | 27   | 3        | 0    | 1   | 7    | 191   | 6º   |
| 2012    | GP2 Series                            | Venezuela GP Lazarus      | 6    | 0        | 0    | 0   | 0    | 0     | 31º  |
| 2013    | GP2 Series                            | Venezuela GP Lazarus      | 22   | 0        | 0    | 0   | 0    | 11    | 23º  |
| 2014    | GP2 Series                            | Arden International       | 22   | 0        | 0    | 0   | 0    | 3     | 25º  |
| 2015    | GP2 Series                            | Trident                   | 12   | 0        | 0    | 0   | 0    | 2     | 22º  |
| 2015    | GP2 Series                            | MP Motorsport             | 7    | 0        | 0    | 0   | 0    | 2     | 22º  |
| 2015    | Formula Renault 3.5 Series            | Pons Racing               | 2    | 0        | 0    | 0   | 0    | 4     | 22º  |
| 2016    | Formula V8 3.5 Series                 | Lotus                     | 18   | 0        | 0    | 0   | 5    | 161   | 7º   |
| 2016    | GP2 Series                            | ART Grand Prix            | 2    | 0        | 0    | 0   | 0    | 0     | 23º  |
| 2016    | GP2 Series                            | Carlin                    | 2    | 0        | 0    | 0   | 0    | 0     | 23º  |
| 2017    | World Series Formula V8 3.5           | Lotus                     | 18   | 4        | 2    | 2   | 5    | 201   | 4º   |
| 2017    | Formula 2                             | Rapax                     | 2    | 0        | 0    | 0   | 0    | 0     | 28º  |
| 2018    | IndyCar Series                        | Juncos Racing             | 6    | 0        | 0    | 0   | 0    | 61    | 28º  |
| 2018–19 | Campionato del mondo endurance - LMP1 | ByKolles Racing Team      | 1    | 0        | 0    | 0   | 0    | 0     | NC   |
| 2019    | European Le Mans Series               | Panis Barthez Competition | 6    | 0        | 0    | 0   | 0    | 19.5  | 18º  |
| 2019    | 24 Ore di Le Mans - LMP2              | Panis Barthez Competition | 1    | 0        | 0    | 0   | 0    | N/A   | 8º   |
| 2019    | WeatherTech SportsCar Championship    | Juncos Racing             | 4    | 0        | 0    | 0   | 0    | 88    | 18º  |
| 2020    | European Le Mans Series               | Inter Europol Competition | 5    | 0        | 0    | 0   | 0    | 15.5  | 16º  |
| 2020    | 24 Ore di Le Mans - LMP2              | Inter Europol Competition | 1    | 0        | 0    | 0   | 0    | N/A   | 17º  |
| 2021    | European Le Mans Series - LMP2        | Duqueine Team             | 4    | 0        | 0    | 0   | 0    | 34*   | 6º*  |
| 2021    | Asian Le Mans Series - MP2            | G-Drive Racing            | 4    | 2        | 0    | 1   | 3    | 81    | 1º   |

* Stagione in corso.

### Campionato FIA di Formula 2 (2009-2012)
(legenda) (Le gare in grassetto indicano la pole) (Le gare in corsivo indicano il giro veloce)
| Anno | 1   | 2   | 3   | 4   | 5   | 6   | 7   | 8   | 9   | 10  | 11  | 12  | 13  | 14  | 15  | 16  | Punti | Pos. |
| ---- | --- | --- | --- | --- | --- | --- | --- | --- | --- | --- | --- | --- | --- | --- | --- | --- | ----- | ---- |
| 2011 | SIL | SIL | MAG | MAG | SPA | SPA | NÜR | NÜR | BRH | BRH | RBR | RBR | MNZ | MNZ | CAT | CAT | 0     | 28º  |
| 2011 |     |     |     |     |     |     |     |     |     |     | 16  | 13  |     |     |     |     | 0     | 28º  |

### GP2 Series
(legenda) (Le gare in grassetto indicano la pole position) (Gare in corsivo indicano Gpv)
| Anno | Team                                 | 1   | 2   | 3    | 4    | 5    | 6    | 7   | 8   | 9   | 10  | 11  | 12  | 13  | 14  | 15  | 16  | 17  | 18  | 19  | 20  | 21  | 22  | 23  | 24  | Punti | Pos. |
| ---- | ------------------------------------ | --- | --- | ---- | ---- | ---- | ---- | --- | --- | --- | --- | --- | --- | --- | --- | --- | --- | --- | --- | --- | --- | --- | --- | --- | --- | ----- | ---- |
| 2012 | Venezuela GP Lazarus                 | SEP | SEP | BHR1 | BHR1 | BHR2 | BHR2 | CAT | CAT | MON | MON | VAL | VAL | SIL | SIL | HOC | HOC | HUN | HUN | SPA | SPA | MNZ | MNZ | SGP | SGP | 0     | 31º  |
| 2012 | Venezuela GP Lazarus                 |     |     |      |      |      |      |     |     |     |     |     |     |     |     |     |     |     |     | 19  | 17  | 17  | 13  | Rit | Rit | 0     | 31º  |
| 2013 | Venezuela GP Lazarus                 | SEP | SEP | BHR  | BHR  | CAT  | CAT  | MON | MON | SIL | SIL | NÜR | NÜR | HUN | HUN | SPA | SPA | MNZ | MNZ | SGP | SGP | YMC | YMC |     |     | 11    | 23º  |
| 2013 | Venezuela GP Lazarus                 | 11  | 8   | 18   | 25   | 20   | 19   | 7   | 6   | 16  | 13  | 20  | 10  | 22  | 13  | NP  | 20  | 16  | 14  | 18  | 9   | 15  | 16  |     |     | 11    | 23º  |
| 2014 | Arden International                  | BHR | BHR | CAT  | CAT  | MON  | MON  | RBR | RBR | SIL | SIL | HOC | HOC | HUN | HUN | SPA | SPA | MNZ | MNZ | SOC | SOC | YMC | YMC |     |     | 3     | 25º  |
| 2014 | Arden International                  | 9   | 8   | 15   | Rit  | Rit  | 20   | 12  | 12  | 24  | 19  | 11  | 22  | 20  | 14  | Rit | 23  | 20  | Rit | 23  | Rit | Rit | 23  |     |     | 3     | 25º  |
| 2015 | Trident (1-12) MP Motorsport (15-22) | BHR | BHR | CAT  | CAT  | MON  | MON  | RBR | RBR | SIL | SIL | HUN | HUN | SPA | SPA | MNZ | MNZ | SOC | SOC | BHR | BHR | YMC | YMC |     |     | 2     | 22º  |
| 2015 | Trident (1-12) MP Motorsport (15-22) | 17  | Rit | 22   | Rit  | 11   | 16   | 17  | 14  | 17  | 18  | 23  | 24  |     |     | 10  | 8   | 16  | Rit | 20  | Rit | 14  | C   |     |     | 2     | 22º  |
| 2016 | ART Grand Prix (7-8) Carlin (13-14)  | CAT | CAT | MON  | MON  | BAK  | BAK  | RBR | RBR | SIL | SIL | HUN | HUN | HOC | HOC | SPA | SPA | MNZ | MNZ | SEP | SEP | YMC | YMC |     |     | 0     | 23º  |
| 2016 | ART Grand Prix (7-8) Carlin (13-14)  |     |     |      |      |      |      | 16  | 15  |     |     |     |     | 13  | 15  |     |     |     |     |     |     |     |     |     |     | 0     | 23º  |

### World Series Formula V8 3.5
(legenda) (Le gare in grassetto indicano la pole position) (Gare in corsivo indicano Gpv)
| Anno | Team        | 1   | 2   | 3   | 4   | 5   | 6   | 7   | 8   | 9   | 10  | 11  | 12  | 13  | 14  | 15  | 16  | 17  | 18  | Punti | Pos. |
| ---- | ----------- | --- | --- | --- | --- | --- | --- | --- | --- | --- | --- | --- | --- | --- | --- | --- | --- | --- | --- | ----- | ---- |
| 2015 | Pons Racing | ALC | ALC | MON | SPA | SPA | HUN | HUN | RBR | RBR | SIL | SIL | NÜR | NÜR | BUG | BUG | JER | JER |     | 4     | 22º  |
| 2015 | Pons Racing |     |     |     |     |     |     |     |     |     |     |     | 13  | 8   |     |     |     |     |     | 4     | 22º  |
| 2016 | Lotus       | ALC | ALC | HUN | HUN | SPA | SPA | LEC | LEC | SIL | SIL | RBR | RBR | MNZ | MNZ | JER | JER | CAT | CAT | 161   | 7º   |
| 2016 | Lotus       | 4   | 3   | 11  | 7   | 5   | 6   | 3   | 5   | 3   | 2   | Rit | 12  | 5   | 2   | 5   | 7   | Rit | 6   | 161   | 7º   |
| 2017 | Lotus       | SIL | SIL | SPA | SPA | MNZ | MNZ | JER | JER | ALC | ALC | NÜR | NÜR | MEX | MEX | COA | COA | BHR | BHR | 201   | 4º   |
| 2017 | Lotus       | 5   | 4   | 6   | 2   | 1   | 1   | 4   | 5   | 5   | Rit | 6   | 9   | 6   | Rit | 1   | 10  | 9   | 1   | 201   | 4º   |

### Formula 2
| Stagione | Team  | 1   | 2   | 3   | 4   | 5   | 6   | 7   | 8   | 9   | 10  | 11  | 12  | 13  | 14  | 15  | 16  | 17  | 18  | 19  | 20  | 21  | 22  | Punti | Pos. |
| -------- | ----- | --- | --- | --- | --- | --- | --- | --- | --- | --- | --- | --- | --- | --- | --- | --- | --- | --- | --- | --- | --- | --- | --- | ----- | ---- |
| 2017     | Rapax | BHR | BHR | CAT | CAT | MON | MON | BAK | BAK | RBR | RBR | SIL | SIL | HUN | HUN | SPA | SPA | MNZ | MNZ | JER | JER | YMC | YMC | 0     | 28º  |
| 2017     | Rapax |     |     |     |     |     |     |     |     |     |     |     |     |     |     |     |     |     |     | 15  | 17  |     |     | 0     | 28º  |

### Corse a ruote scoperte americane

#### IndyCar
| Anno | Squadra       | Telaio       | Motore    | 1      | 2   | 3   | 4      | 5   | 6    | 7      | 8      | 9   | 10  | 11  | 12     | 13     | 14  | 15  | 16  | 17  | Punti | Posizione |
| ---- | ------------- | ------------ | --------- | ------ | --- | --- | ------ | --- | ---- | ------ | ------ | --- | --- | --- | ------ | ------ | --- | --- | --- | --- | ----- | --------- |
| 2018 | Juncos Racing | Dallara DW12 | Chevrolet | STP 22 | PHX | LBH | ALA 16 | IMS | INDY | DET 21 | DET 22 | TXS | ROA | IOW | TOR 17 | MDO 21 | POC | GTW | POR | SNM | 61    | 28º       |

### Campionato del mondo endurance
| Anno    | Squadra                   | Classe  | Vettura        | SPA | LMS | SIL | FUJ | SHA | SEB | SPA | LMS | Punti | Pos. |
| ------- | ------------------------- | ------- | -------------- | --- | --- | --- | --- | --- | --- | --- | --- | ----- | ---- |
| 2018-19 | ByKolles Racing Team      | LMP1    | ENSO CLM P1/01 |     |     | Rit |     |     |     |     |     | 0     | NC   |
| Anno    | Squadra                   | Classe  | Vettura        | SIL | FUJ | SHA | BHR | COA | SPA | LMS | BHR | Punti | Pos. |
| 2019-20 | Inter Europol Competition | LMP2    | Ligier JS P217 |     |     |     |     |     |     | 17  |     | 0     | NC   |
| Anno    | Squadra                   | Classe  | Vettura        | SPA | ALG | MON | LMS | BHR | BHR |     |     | Punti | Pos. |
| 2021    | Duqueine Team             | LMP2    | Oreca 07       |     |     |     | 9   |     |     |     |     | 0     | NC   |
| Anno    | Squadra                   | Classe  | Vettura        | SEB | SPA | LMS | MON | FUJ | BHR |     |     | Punti | Pos. |
| 2022    | Algarve Pro Racing        | LMP2-Am | Oreca 07       | 3   | 2   | 1   | 1   | 3   |     |     |     | 131*  |      |
| Legenda |                           |         |                |     |     |     |     |     |     |     |     |       |      |

* Stagione in corso.

### Campionato IMSA WeatherTech SportsCar
(legenda) (Le gare in grassetto indicano la pole position) (Gare in corsivo indicano Gpv)
| Anno | Squadra       | Classe | Vettura          | 1     | 2      | 3   | 4   | 5   | 6     | 7   | 8   | 9   | 10     | Punti | Pos. |
| ---- | ------------- | ------ | ---------------- | ----- | ------ | --- | --- | --- | ----- | --- | --- | --- | ------ | ----- | ---- |
| 2019 | Juncos Racing | DPi    | Cadillac DPi-V.R | DAY 8 | SEB 10 | LBH | MDO | DET | WGL 8 | MOS | ELK | LGA | PET 10 | 88    | 18º  |

### European Le Mans Series
| Anno    | Squadra                   | Classe      | Vettura        | LEC | MNZ | CAT | SIL | SPA | ALG | Punti | Pos. |
| ------- | ------------------------- | ----------- | -------------- | --- | --- | --- | --- | --- | --- | ----- | ---- |
| 2019    | Panis Barthez Competition | LMP2        | Ligier JS P217 | 10  | 9   | 15  | 7   | 8   | 7   | 19.5  | 18º  |
| Anno    | Squadra                   | Classe      | Vettura        | LEC | SPA | LEC | MNZ | ALG |     | Punti | Pos. |
| 2020    | Inter Europol Competition | LMP2        | Ligier JS P217 | 7   | 11  | 6   | 12  | Rit |     | 15.5  | 16º  |
| Anno    | Squadra                   | Classe      | Vettura        | CAT | RBR | LEC | MNZ | SPA | ALG | Punti | Pos. |
| 2021    | Duqueine Team             | LMP2        | Oreca 07       | 6   | 9   | 4   | 5   | 2   | Rit | 34    | 6º   |
| Anno    | Squadra                   | Classe      | Vettura        | BAR | LEC | ARA | SPA | POR | ALG | Punti | Pos. |
| 2023    | Duqueine Team             | LMP2        | Oreca 07       | 1   | 2   | 5   | 6   | 5   | 5   | 79    | 4º   |
| Anno    | Squadra                   | Classe      | Vettura        | BAR | LEC | IMO | SPA | MUG | ALG | Punti | Pos. |
| 2024    | Proton Competition        | LMP2 Pro/Am | Oreca 07       | 5   | 2   | 8   | 2   | 3   | 1   | 95    | 3°   |
| Legenda |                           |             |                |     |     |     |     |     |     |       |      |

*Stagione in corso.

### 24 Ore di Le Mans
| Anno | Team                      | Co-piloti                          | Auto                  | Classe      | Giri | Pos. | Pos Cat. |
| ---- | ------------------------- | ---------------------------------- | --------------------- | ----------- | ---- | ---- | -------- |
| 2019 | Panis Barthez Competition | Will Stevens Julien Canal          | Ligier JS P217 Gibson | LMP2        | 362  | 13º  | 8º       |
| 2020 | Inter Europol Competition | Matevos Isaakyan Jakub Śmiechowski | Ligier JS P217 Gibson | LMP2        | 316  | 42º  | 17º      |
| 2021 | Duqueine Team             | Tristan Gommendy Memo Rojas        | Oreca 07-Gibson       | LMP2        | 357  | 14º  | 9º       |
| 2022 | Algarve Pro Racing        | James Allen Steven Thomas          | Oreca 07-Gibson       | LMP2        | 363  | 19º  | 15º      |
| 2023 | Duqueine Team             | Nico Pino Neel Jani                | Oreca 07-Gibson       | LMP2        | 327  | 11º  | 3º       |
| 2024 | DKR Engineering           | Alexander Mattschull Laurents Hörr | Oreca 07-Gibson       | LMP2 Pro-Am | 295  | 21º  | 3º       |
| 2025 | Proton Competition        | Giorgio Roda Bent Viscaal          | Oreca 07-Gibson       | LMP2 Pro-Am | 365  | 23º  | 6º       |

### Asian Le Mans Series
| Anno    | Squadra            | Classe | Vettura  | DUB | DUB | ABU | ABU |     | Punti | Pos. |
| ------- | ------------------ | ------ | -------- | --- | --- | --- | --- | --- | ----- | ---- |
| 2021    | G-Drive Racing     | LMP2   | Oreca 07 | 1   | 1   | 2   | 4   |     | 81    | 1º   |
| Anno    | Squadra            | Classe | Vettura  | SEP | SEP | DUB | ABU | ABU | Punti | Pos. |
| 2023-24 | Proton Competition | LMP2   | Oreca 07 | 5   | 3   | 2   |     |     | 43*   |      |
| Legenda |                    |        |          |     |     |     |     |     |       |      |